# Typhonia abacodes
Typhonia abacodes is een vlinder uit de familie zakjesdragers (Psychidae). De wetenschappelijke naam van deze soort is, als Melasina abacodes, voor het eerst geldig gepubliceerd in 1908 door Edward Meyrick. De combinatie in Typhonia werd gemaakt in 2002 door Vári et al.

## Type
- type: niet gespecificeerd
- instituut: BMNH, Londen, Engeland
- typelocatie: "South Africa, Pretoria district"